# Cycas siamensis
Cycas siamensis é uma espécie de cicadófita do género Cycas da família Cycadaceae, nativa de Guangdong, Guangxi, Guizhou, Sichuan, Yunnan, na China, norte da Índia, Laos, Myanmar, Tailândia e Vietname. Segundo dados de 2010, a população tende a descrescer.